# بونابية
بونابية (الاسم العلمي: Ponapea)، جنس من أشجار النخيل، موطنها الأصلي بعض جزر غرب المحيط الهادئ. يتألف هذا الجنس من أربعة أنواع، وكثيرًا ما يُعتبر جزءًا من جنس مطوي البذرة. ثلاثة من هذه الأنواع متوطنة في جزر كارولين، والرابع في أرخبيل بسمارك. سُمي هذا الجنس على جزيرة بونابي.
- Ponapea hentyi (Essig) C.Lewis & Zona - بريطانيا الجديدة
- Ponapea hosinoi ريوزو كانيهرا - بونبي
- Ponapea ledermanniana Becc. - أرخبيل كارولين
- Ponapea palauensis Kaneh. - بالاو